# José Alberto Moura
Dom José Alberto Moura, CSS (Ituiutaba, 23 de outubro de 1943) é um religioso católico, da congregação dos estigmatinos e atual arcebispo emérito de Montes Claros. Foi ordenado presbítero em 9 de janeiro de 1971. Desempenhou as funções de vigário paroquial na Paróquia Nossa Senhora do Bom Conselho no Alto da Mooca em São Paulo, além de ser reitor do seminário estigmatinos, vigário paroquial na paróquia estigmatina em Brasília. Foi promotor vocacional da sua família religiosa, desempenhando também o cargo de professor.
Filho de Paterno Moura e de Maria Marcelina de Jesus, cursou a primeira e a terceira séries do primeiro grau no Grupo Escolar João Pinheiro e a segunda série na Escola Mascarenhas de Ituiutaba. Foi nomeado bispo coadjutor de Uberlândia pelo Papa João Paulo II em 18 de abril de 1990, recebendo a ordenação episcopal em 14 de julho de 1990 em sua terra natal, das mãos de Dom Estevão Cardoso de Avelar. Foi apresentado à Diocese de Uberlândia no dia 22 de julho do mesmo ano. Tornou-se bispo diocesano em 23 de dezembro de 1992. Foi nomeado pelo Papa Bento XVI arcebispo metropolitano de Montes Claros em 7 de fevereiro de 2007. Iniciou seu ministério como arcebispo de Montes Claros no dia 14 de abril do mesmo ano em celebração na catedral. Recebeu o pálio das mãos do Papa Bento XVI no dia 29 de junho do mesmo ano. Foi presidente da Comissão Episcopal do Ecumenismo e do Diálogo Inter-religioso da Conferência Nacional dos Bispos do Brasil, bem como presidente do Regional Leste II- CNBB.